# Division I i ishockey 1973/1974
Division I i ishockey 1973/1974 var den 30:e säsongen med Division I som högsta serie inom ishockeyn i Sverige. Serien bestod av sexton lag indelade i två grupper som spelades som dubbelserier i fjorton omgångar, d.v.s. alla lag mötte varandra två gånger i en hemmamatch och en bortamatch. De fyra lag som placerade sig högst i respektive grupp gick vidare till mästerskapsserien. De kvarvarande lagen spelade kvalificeringsserien som denna säsong spelades i en grupp med dubbelmöten. De två sämst placerade lagen flyttades ner till Division II.
I den norra gruppen vann Brynäs för femte året i rad. Denna gång med enbart ett poäng tillgod på tvåan Timrå. Södertälje och Björklöven kvalificerade sig också till mästerskapsserien. I den södra gruppen vann Leksand med stor marginal (9 poäng) före Göteborgslaget Västra Frölunda. Även AIK (Solna) och Färjestad (Karlstad) kvalificerade sig för mästerskapsserien. Leksands IF vann mästerskapsserien och blev svenska mästare för andra året i rad med god marginal före Timrå och Södertälje. Kvalificeringsserien slutade med att Tunabro (Borlänge) och Kiruna flyttades ner till division II.
I april 1974, efter att seriespelet avslutats beslöt Svenska Ishockeyförbundets årsmöte att införa ett nytt seriesystem fr.o.m. säsongen 1975/1976 och att Division I i ishockey 1974/1975 skulle bli en övergångssäsong.

## Deltagande lag
| Lag                | Grupp | Ort          | Arena                  |
| ------------------ | ----- | ------------ | ---------------------- |
| AIK                | Södra | Stockholm    | Johanneshovs Isstadion |
| Brynäs IF          | Norra | Gävle        | Gavlerinken            |
| Djurgårdens IF     | Norra | Stockholm    | Johanneshovs Isstadion |
| Färjestads BK      | Södra | Karlstad     | Färjestads ishall      |
| IF Björklöven      | Norra | Umeå         | Umeå Ishall            |
| IF Tunabro         | Norra | Borlänge     | Borlänge ishall        |
| Kiruna AIF         | Norra | Kiruna       | Matojärvi ishall       |
| Leksands IF        | Södra | Leksand      | Leksands Isstadion     |
| Modo AIK           | Norra | Örnsköldsvik | Kempehallen            |
| Mora IK            | Södra | Mora         | Mora Ishall            |
| Södertälje SK      | Norra | Södertälje   | Scaniarinken           |
| Timrå IK           | Norra | Timrå        | Timrå Isstadion        |
| Tingsryds AIF      | Södra | Tingsryd     | Dackehallen            |
| Västerås IK        | Södra | Västerås     | Rocklundahallen        |
| Västra Frölunda IF | Södra | Göteborg     | Scandinavium           |
| Örebro IK          | Södra | Örebro       | Örebro ishall          |

## Division I Norra
| Nr | Lag            | S  | V  | O | F  | GM | IM | MS  | P  |
| -- | -------------- | -- | -- | - | -- | -- | -- | --- | -- |
| 1  | Brynäs IF      | 14 | 10 | 1 | 3  | 91 | 39 | +52 | 21 |
| 2  | Timrå IK       | 14 | 10 | 0 | 4  | 80 | 42 | +38 | 20 |
| 3  | Södertälje SK  | 14 | 8  | 2 | 4  | 68 | 48 | +20 | 18 |
| 4  | IF Björklöven  | 14 | 9  | 0 | 5  | 53 | 48 | +5  | 18 |
| 5  | Djurgårdens IF | 14 | 7  | 0 | 7  | 62 | 56 | +6  | 14 |
| 6  | Modo AIK       | 14 | 6  | 2 | 6  | 63 | 61 | +2  | 14 |
| 7  | IF Tunabro     | 14 | 2  | 1 | 11 | 33 | 96 | −63 | 5  |
| 8  | Kiruna AIF     | 14 | 0  | 2 | 12 | 34 | 94 | −60 | 2  |

## Division I Södra
| Nr | Lag                | S  | V  | O | F  | GM | IM  | MS  | P  |
| -- | ------------------ | -- | -- | - | -- | -- | --- | --- | -- |
| 1  | Leksands IF        | 14 | 14 | 0 | 0  | 86 | 26  | +60 | 28 |
| 2  | Västra Frölunda IF | 14 | 9  | 1 | 4  | 66 | 36  | +30 | 19 |
| 3  | AIK                | 14 | 8  | 2 | 4  | 68 | 52  | +16 | 18 |
| 4  | Färjestads BK      | 14 | 7  | 3 | 4  | 73 | 38  | +35 | 17 |
| 5  | Västerås IK        | 14 | 7  | 0 | 7  | 50 | 59  | −9  | 14 |
| 6  | Tingsryds AIF      | 14 | 4  | 1 | 9  | 44 | 73  | −29 | 9  |
| 7  | Mora IK            | 14 | 2  | 1 | 11 | 36 | 52  | −16 | 5  |
| 8  | Örebro IK          | 14 | 1  | 0 | 13 | 26 | 113 | −87 | 2  |

## Kvalificeringsserien
| Nr | Lag            | S  | V  | O | F  | GM | IM | MS  | P  |
| -- | -------------- | -- | -- | - | -- | -- | -- | --- | -- |
| 1  | Djurgårdens IF | 14 | 11 | 1 | 2  | 78 | 57 | +21 | 23 |
| 2  | Modo AIK       | 14 | 9  | 3 | 2  | 91 | 41 | +50 | 21 |
| 3  | Mora IK        | 14 | 10 | 0 | 4  | 59 | 52 | +7  | 20 |
| 4  | Tingsryds AIF  | 14 | 7  | 0 | 7  | 64 | 67 | −3  | 14 |
| 5  | Västerås IK    | 14 | 5  | 2 | 7  | 69 | 58 | +11 | 12 |
| 6  | Örebro IK      | 14 | 5  | 1 | 8  | 42 | 67 | −25 | 11 |
| 7  | IF Tunabro     | 14 | 3  | 1 | 10 | 51 | 75 | −24 | 7  |
| 8  | Kiruna AIF     | 14 | 2  | 0 | 12 | 49 | 96 | −47 | 4  |

## Svenska mästerskapsserien
| Nr | Lag                | S  | V  | O | F  | GM  | IM  | MS  | P  |
| -- | ------------------ | -- | -- | - | -- | --- | --- | --- | -- |
| 1  | Leksands IF        | 21 | 14 | 4 | 3  | 108 | 66  | +42 | 32 |
| 2  | Timrå IK           | 21 | 12 | 2 | 7  | 90  | 92  | −2  | 26 |
| 3  | Södertälje SK      | 21 | 11 | 2 | 8  | 102 | 78  | +24 | 24 |
| 4  | Färjestads BK      | 21 | 9  | 3 | 9  | 80  | 79  | +1  | 21 |
| 5  | Brynäs IF          | 21 | 9  | 2 | 10 | 98  | 86  | +12 | 20 |
| 6  | AIK                | 21 | 8  | 3 | 10 | 90  | 109 | −19 | 19 |
| 7  | Västra Frölunda IF | 21 | 6  | 4 | 11 | 72  | 80  | −8  | 16 |
| 8  | IF Björklöven      | 21 | 4  | 2 | 15 | 70  | 120 | −50 | 10 |